# ROCK FUJIYAMA
『ROCK FUJIYAMA』（ロックフジヤマ）は、2006年4月3日から2007年3月26日までテレビ東京で全51回放送されていた音楽バラエティ番組及び、2020年6月14日より配信開始したYouTubeチャンネル。

## 概要
「大人のロック!推進計画」をコンセプトに、地上波ではあまり見られない「ロック好きな大人のための番組」として放送。「駅前に立ち食いそばがあるというLAの『リトル高田馬場』にあるチャンネル69（架空）から日本へ向けて衛星中継で放送されている」という設定であった。
出演者やスタッフ、番組の基本フォーマット（企画、スーパーなどのフォント含め）は、2005年にテレビ東京で放送されていた『ヘビメタさん』とほぼ同じであるが、表向きは「一切関連は無い」という体裁だった。取り扱うロックのジャンルの幅は『ヘビメタさん』時代よりも広くなっており、ロックの歴史やロックの名盤などを紹介するなど、中高年のロック愛好者も視野に入れた内容になっていた。
インターネットテレビのGyaOでは、本番組との連動番組『GyaO FUJIYAMA』（ギャオフジヤマ）が配信されていた。こちらは『ROCK FUJIYAMA』の本番終了後に撮影という設定で収録されていたが、実際にその通りだったのかは不明。当初は『ROCK FUJIYAMA』で行うコーナーの補足やロック・ファッションの紹介などを中心とする内容だったが、2006年10月に内容をリニューアルした。
2020年6月にYouTubeチャンネルを開設。過去の放送を再編集した動画のほか、ロックについて語り尽くす企画、現代のヒット曲をロックアレンジする企画、ゲストを招いた企画など、動画が順次配信されている。2020年12月には13年ぶりにマーティ・フリードマン、ROLLY、KENNY GUYの3人がひとつのスタジオに集まり生配信を行った。2022年1月にはウドー音楽事務所とのコラボレーション動画を公開した。

## 出演者

### レギュラー

#### TV放送、YouTube共通レギュラー
マーティ・フリードマン
親日家の元メガデスメンバー。番組の要としてギターテクニックや演奏を披露した。
KENNY GUY（鮎貝健）
番組MC。決まり文句は「HELL YEAH!!」（ロックやろうぜ!!）。YouTube公式チャンネルでの通称は「KEN」。
ROLLY
たびたびマーティの前に現れる「ロック刺客」という設定。マーティやゲストとギター・ゲーム対決、セッションなどを行った。

#### TV放送時レギュラー
SHELLY
「ロックゲイシャガール」という設定の番組アシスタント。YouTube公式チャンネルにも2021年5月21日・28日配信の動画に出演した。
ロック忍者 頼正（久武頼正）
突如「ロックニンニン!!」と現れ、高笑いと共に去っていく謎の忍者。番組内での通称は「ニンニン」。第5回からは椅子を持参し、アーティスト情報やロック雑学を解説した。
ルーク篁
番組ではROLLYの代役を務め、『GyaO FUJIYAMA』では頼正の代役も務めた。最終回で準レギュラーであったことが判明した。
きくまる
「SHELLYのバラードに抱かれて」に出演。『ヘビメタさん』では「和製（和式）ジーン・シモンズ」としてエアメタルゴッドの称号を与えられた。最終回ではスタジオに出演し、自慢のベースを披露した。

### ゲスト
ゲストについては番組バックナンバーおよび「ROCK FUJIYAMA炎の観戦記」を参照した。
- 第1回 大友康平（from HOUND DOG）
- 第2回 西城秀樹（from ギャランドゥ）
- 第3回 京本政樹（from 必殺仕事人）
- 第4回 大槻ケンヂ（from 特撮、ex. 空手バカボン）
- 第5回 野村義男（ex. LOVE LOVE ALL STARS）
- 第6回 相川七瀬
- 第7回 カンニング竹山（from 竹山先生。）
- 第8回 真矢（ex. LUNA SEA）
- 第9回 佐野史郎（from Sanch）
- 第10回 青田典子（ex. C.C.ガールズ）
- 第11回 MCU （from マツリルカ、KICK THE CAN CREW）
- 第12回 東貴博（from 東八郎、take2）
- 第13回 木村カエラ
- 第14回 アンドリューW.K. （from パーティー）
- 第15回 宇都宮隆（from U WAVE & TM NETWORK） ジェイク・シマブクロ（from メタルハワイアンズ）
- 第16回 ムッシュかまやつ（『ゴロワーズを吸ったことがあるかい』、ex. ザ・スパイダース） DragonForce
- 第17回 須藤元気
- 第18回 デーモン小暮閣下（小暮伝衛門） アダモステ
- 第19回 髙嶋政宏（from 新・桃太郎侍） ROLLY欠場 → ルーク篁
- 第20回 コーン（Bro.KONE） ROLLY欠場 → ルーク篁
- 第21回 フジヤマロックフェスティバル'80S 宮藤官九郎（from 純喫茶マンハッタン）
- 第22回 フジヤマロックフェスティバル'70S 大友康平
- 第23回 フジヤマロックフェスティバル'90S フットボールアワー
- 第24回 ポール・ギルバート（ex. MR. BIG、Racer X）
- 第25回 安良城紅（from 美少女クラブ31）
- 第26回 白井貴子、安斎肇
- 第27回 山本耕史
- 第28回 大黒摩季
- 第29回 近田春夫（from 近田春夫&ハルヲフォン）
- 第30回 みうらじゅん、安斎肇（from 勝手に観光協会）
- 第31回 ケリー・キング（from SLAYER）
- 第32回 大槻ケンヂ（from 筋肉少女帯）
- 第33回 相川七瀬、真矢
- 第34回 高嶋政宏
- 第35回 BEAT CRUSADERS（ヒダカトオル、カトウタロウ）
- 第36回 佐野史郎
- 第37回 野村義男、ルーク篁
- 第38回 ザ・コレクターズ
- 第39回 高橋ジョージ（ex. 虎舞竜）
- 第40回 三船美佳（from 三船敏郎）
- 第41回 鮎川誠（ex. サンハウス、from シーナ&ザ・ロケッツ）
- 第42回 スターレス高嶋（高嶋政宏）
- 第43回 中ノ森文子（from 中ノ森バンド）
- 第44回 RIZE
- 第45回 POLYSICSハヤシ
- 第46回 TRICERATOPS
- 第47回 ポール・ギルバート、ユーフォーリア
- 第48回 B-DASH
- 第49回 怒髪天
- 第50回 横山健（from Hi-STANDARD）
- 第51回 最終回 リフは地球を救う！ フジヤマ・ロックスター大感謝祭 TRICERATOPS ルーク篁 きくまる アンドリューW.K. （1カットのみ）

## 主なコーナー
Fujiyama Greatest Hits
ロックの名バンド3組を紹介。うち2組は古くから活躍するベテラン、1組は若手を紹介する場合が多い。『ヘビメタさん』のコーナー「School of Metal」とほぼ同様の内容である。
ハナウタ湯
ハナウタといえばお風呂、という連想から、風呂桶を持ったゲストがハナウタでロックを口ずさむ、通称「癒しのロック企画」。マーティとROLLYはゲストのハナウタが何の曲かが分かったら挙手し、ギターで演奏した後にそのアーティスト名および曲名を答える。3問出題後にポイントの多かった方が勝者となるが、実際には逆転3ポイントがかかった最終問題に正解した方が勝利するシステムだった。『ヘビメタさん』の不定期コーナー「口リフ対決」とほぼ同様である。
マーティのロック・ミーツ・ザ・ライジングサン
マーティが「日本の音楽はすべてロックだ」と言い切るコーナー。日本が誇る歌謡曲や民謡を、ロックの名曲とリミックスしたアレンジバージョンで聴かせる。主にマーティとROLLYの2人で演奏するが、第8回でドラマーとして参加した真矢など、ゲストが加わる場合もあった。『ヘビメタさん』のコーナー「メタル魂 in Japan」と同様の内容。
ロック百人一首
ROLLYの弾いたフレーズをゲストとマーティが聴き、百人一首の要領でその曲が収録されたアルバムジャケットを取り合うコーナー。「ハナウタ湯」同様、最終問題で逆転できるようになっていた。
SHELLYのロック語講座
ロックゲイシャガール・SHELLYによるロックな英語講座。SHELLYはメガネと初回にかぶっていたカツラを着用していた。後に『GyaO FUJIYAMA』に移動。
SHOP FUJIYAMA
「忙しくてCD・DVDショップにも通えないゲストのために」という名目で、頼正がセレクトしたロックアーティストのDVD作品を紹介。実質的には「Fujiyama Greatest Hits」と同内容。
文字リフ名人戦 スタジオジリフ
ギターリフを「文字」で表現し、それをマーティ・ROLLY・ゲストが当てるクイズ。「ハナウタ湯」の文字版。
ロック！みつおせんだゲーム
せんだみつおゲームのロック版。1人目がバンド名を言って2人目を指名、2人目はそのバンドのギタリストの名前を言って3人目を指名、そして3人目はそのバンド、そのギタリスト在籍時のギターリフを演奏する。間違えると青汁ロックを飲まされる。
SHELLYのバラードに抱かれて
きくまるがマスターを務める深夜のロックバーにて、頼正がSHELLYを口説きつつバラードを紹介する。
また、以下の単発企画も行われている。
ギターワールドカップ（2006年7月17日放送）
マーティとROLLYの「FUJIYAMA JAPAN」とDragonForceの「イギリスチーム」によるギターワールドカップ決勝戦。早弾き対決（規定のフレーズを繰り返し、そのタイムを競う）とSE対決（ギターで独創的なサウンド・エフェクトを奏でる）を行った。
スターレス高嶋のプログレを語らナイト（2006年8月7日放送）
大のプログレ好きのゲストであるスターレス高嶋こと髙嶋政宏がプログレの魅力について語るコーナー。スターレスは彼が敬愛するキング・クリムゾンの楽曲名。当番組出演が大きな反響を呼んだことで、後にキング・クリムゾンのベストアルバム『濃縮キング・クリムゾン』日本盤のライナーノーツを高嶋が担当した。
ロックテール岩尾の俺に歌わせろ！（2006年9月4日放送）
ゲストであるフットボールアワーの後藤輝基ばかりがギターを弾いていたため、楽器はできないが歌は歌えると自称する岩尾望（ロックテール）が、ヘッドフォンから流れてくる曲を口ずさみ、それをマーティとROLLYが答える。「ハナウタ湯」をアレンジした企画。
リフは地球を救う！ フジヤマ・ロックスター大感謝祭（2007年3月26日放送）
最終回で放送された総集編的企画。番組に出演したゲストがリクエストしたロックナンバーを、マーティとROLLY、ルーク篁、さらにゲストのTRICERATOPSが時間の許す限り次々と演奏していった。偶々収録日と同日に、自身のアルバムのプロモーションで来日していたアンドリューW.K.が飛び入り出演(勝手に観覧)。「祭りと聞いて我慢できずに駆け付けたアンドリューW.K.」のテロップと共に、出演者らのギター演奏を楽しんでいる姿が1カットのみオンエアされた。

## ROCK FUJIYAMA BAND
2006年11月20日放送分にて、ROCK FUJIYAMA BAND (R.F.B.) を結成したことが発表された。メンバーは番組出演者に加え、サポートメンバーとしてドラムに真矢、ベースにMASAKI （from アニメタル、CANTA）を迎えた。番組は大阪で行われたシークレットライブの模様（マーティの楽曲『雑音の雨』）を放送し、同バンドのアルバム発売の告知を行った。
アルバム内容としては、選曲は久武頼正が担当し、洋楽のカヴァーを中心に据え、KENNY・ROLLY作詞、マーティ作曲によるオリジナルナンバーも収録された。ボーカルにはレギュラーメンバーのほか、過去のゲストも参加した。

### 収録曲（ヴォーカル、楽曲、オリジナルアーティスト）
1. R.F.B. feat. SHELLY BASKET CASE / GREEN DAY
2. R.F.B. feat. MARTY FRIEDMAN HOUND DOG (YOU AIN'T NOTHING BUT A HOUND DOG) / Elvis Presley
3. MCU LIGHTS!! CAMERA!! ELIXIR!! / MARTY FRIEDMAN
4. R.F.B. feat. 野村義男 PURPLE HAZE / JIMI HENDRIX
5. R.F.B. feat. KENNY GUY SUMMER OF' 69 / Bryan Adams
6. R.F.B. feat. ROLLY BEN / Michael Jackson
7. R.F.B. feat. 相川七瀬 LIVE TO TELL / Madonna
8. R.F.B.[注釈 1]  DON'T STOP BELIEVIN'  / Journey
9. R.F.B. feat.ルーク篁 ARE YOU GONNA GO MY WAY / Lenny Kravitz
10. MARTY FRIEDMAN featuring KIRITO 雑音（ノイズ）の雨 (STATIC RAIN)
11. R.F.B. FUJIYAMA で会いましょう